# Filipińska Giełda Papierów Wartościowych
Filipińska Giełda Papierów Wartościowych (ang. Philippine Stock Exchange – PSE) – jedyna giełda papierów wartościowych na Filipinach; jedna z największych giełd w Azji Południowo-Wschodniej. Centrala PSE znajduje się w Pasig.
Powstała 23 września 1992 w wyniku połączenia Manila Stock Exchange (utworzona 8 sierpnia 1927) i Makati Stock Exchange (utworzona 27 maja 1963).
Najważniejszymi indeksami akcji spółek notowanych na PSE są PSE All Shares Index oraz PSE Composite Index (PHISIX).
Giełda należy do stowarzyszenia AOSEF (Asian and Oceanian Stock Exchanges Federation).